# Marija Šerifović
Marija Šerifović (serbi: Марија Шерифовић)  (Kragujevac, 14 de novembre de 1984) és una cantant sèrbia.
Va néixer a Kragujevac el 1984 en una família gitana, filla de la cantant Verica Šerifović. Va començar a cantar als 12 anys, i amb només 23 va ser la primera representant del seu país, després de la separació de Sèrbia i Montenegro, al Festival de la Cançó d'Eurovisió de 2007, del qual va ser guanyadora amb la cançó en serbi Molitva, gràcies als vots de les antigues repúbliques iugoslaves.

## Discografia

### Àlbums
- 2003 Naj, najbolja
- 2006 Bez ljubavi

### Altres cançons
- 2005 Ponuda
- 2005 Agonija
- 2007 Bez tebe
- 2007 Molitva (Guanyadora LII Eurovisió)